# Charlotte Gainsbourg
Charlotte Gainsbourg (Londres, 21 de julio de 1971) es una directora, actriz y cantante franco-británica, reconocida por su amplia y reconocida trayectoria en el cine independiente europeo. Es hija de Jane Birkin y Serge Gainsbourg, empezó su carrera cinematográfica muy joven, impulsada por su madre. Ha participado en producciones en inglés y en francés.

## Carrera

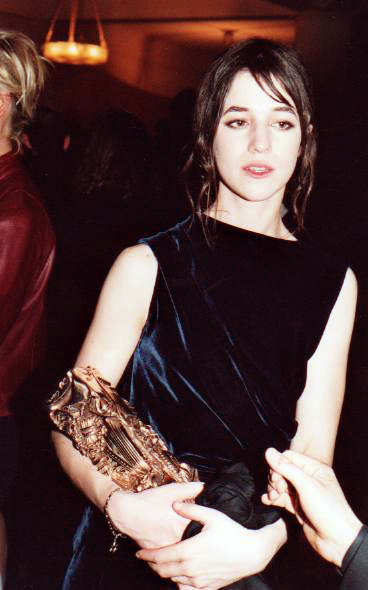
Charlotte Gainsbourg en la ceremonia de los Césares.

### Cine
En 1984, Jane Birkin, de gira con La Pirate de Jacques Doillon, incitó a su hija a pasar el casting de Elie Chouraqui para Paroles et musique, obteniendo así su primer papel con 13 años. El año siguiente, Jacques Doillon le ofreció algunas frases en La Tentation d'Isabelle, que le sirvieron para que se fijara en ella Claude Miller, quien le dio un papel en su film L'Effrontée. Esta actuación le valió un César en 1985. Trabajó luego con su padre (en Charlotte For Ever, 1986) y, después, con su madre (en Kung-fu Master, 1987). En 1988, Claude Miller la llamó de nuevo para su película La Petite Voleuse, con guion de François Truffaut. Pero fue con Merci la vie, de Bertrand Blier, cuando se decidió, finalmente, por ser actriz.
Paradójicamente, en ese momento su carrera empezó a estancarse, a pesar de que volvió a trabajar con Jacques Doillon en Amoureuse. La volvió a retomar en 2001 con dos películas de su pareja: Ma femme est une actrice y Ils se marièrent et eurent beaucoup d'enfants, y la estadounidense 21 gramos junto a Sean Penn.
Obtuvo un definitivo reconocimiento trabajando en los tres filmes que el director Lars von Trier realizó entre 2009 y 2013, la llamada Trilogía de la depresión: Anticristo (2009), Melancholia (2010) y Nymphomaniac (2013).

## Filmografía selecta
- 1984: Paroles et musique de Elie Chouraqui.
- 1985: L'Effrontée de Claude Miller.
- 1985: La Tentation d'Isabelle de Jacques Doillon.
- 1987: Jane B. par Agnès V. de Agnès Varda.
- 1987: Kung-fu Master (film) de Agnès Varda.
- 1988: La Petite voleuse de Claude Miller.
- 1988: Le petit amour de Agnès Varda.
- 1990: Merci la vie de Bertrand Blier.
- 1990: Aux yeux du monde de Éric Rochant.
- 1990: Sole anche di notte.
- 1991: Amoureuse de Jacques Doillon.
- 1991: Contre l'oubli de Patrice Chéreau.
- 1991: Anna Oz de Éric Rochant.
- 1992: The Cement Garden de Andrew Birkin.
- 1993: Grosse Fatigue de Michel Blanc, haciendo de ella misma.
- 1994: Jane Eyre de Franco Zeffirelli.
- 1996: Love, etc. de Marion Vernoux.
- 1998: Passionnément de Bruno Nuytten.
- 1999: Suspicion (The Intruder) de David Bailey.
- 1999: La Bûche de Danièle Thompson.
- 2000: Félix et Lola de Patrice Leconte.
- 2000: Les misérables de Josée Dayan (TV).
- 2000: Nuremberg de Alain Dostie (TV).
- 2001: Ma femme est une actrice d'Yvan Attal.
- 2003: 21 Gramos de Alejandro González Iñárritu.
- 2004: Ils se marièrent et eurent beaucoup d'enfants d'Yvan Attal.
- 2005: L'un reste, l'autre part de Claude Berri.
- 2005: Lemming de Dominik Moll.
- 2006: Prête-moi ta main ('Como casarse y mantenerse soltero') de Eric Lartigau.
- 2006: La science des rêves de Michel Gondry.
- 2006: Nuovomondo de Emanuele Crialese
- 2007: The City of Your Final Destination de James Ivory.
- 2007: I'm Not There de Todd Haynes.
- 2009: Anticristo de Lars von Trier.
- 2009: Persécution de Patrice Chéreau.
- 2010: Melancholia de Lars von Trier.
- 2010: L'Arbre de Julie Bertucelli
- 2011: Confession d'un enfant du siècle de Sylvie Verheyde.
- 2013: Nymphomaniac de Lars von Trier.
- 2014: Jacky in Women's Kingdom de Riad Sattouf.
- 2014: "Incomprendida de Asia Argento
- 2014: Samba de Olivier Nakache y Eric Toledano.
- 2014: Tres corazones de Benoît Jacquot
- 2014: Jacky au royaume des filles de Riad Sattouf
- 2015: Todo va a estar bien de Wim Wenders.
- 2016: Independence Day: Resurgence de Roland Emmerich
- 2016: Norman: The Moderate Rise and Tragic Fall of a New York Fixer de Joseph Cedar
- 2016: True Crimes de Alexandros Avranas
- 2017: Ismael's Ghosts de Arnaud Desplechin
- 2017: The Snowman de Tomas Alfredson
- 2018: ¿Estamos solos? de Reed Morano
- 2018: Charlotte Gainsbourg: Sylvia Says de Nathalie Ganguilhem
- 2019: Lux Æterna de Gaspar Noé
- 2019: Mon Chien Stupide de Yvan Attal
- 2020: Call My Agent! de Fanny Herrero
- 2021: Suzanna Andler de Benoît Jacquot
- 2021: Sundown de Michel Franco
- 2021: Les Choses humaines de Yvan Attal
- 2021: The Almond and the Seahorse de Tom Stern
- 2022: Les Passagers de la nuit de Mikhaël Hers
- 2022: An Ocean Apart de Fred Garson
- 2022: Los crímenes de la academia de Scott Cooper
- 2023  De vuelta a la realidad (La vie pour de vrai)

## Premios y reconocimientos
Festival Internacional de Cine de Cannes
| Año  | Categoría    | Película   | Resultado |
| ---- | ------------ | ---------- | --------- |
| 2009 | Mejor Actriz | Anticristo | Ganadora  |

Premios Sant Jordi
| Año  | Categoría                           | Película   | Resultado |
| ---- | ----------------------------------- | ---------- | --------- |
| 2009 | Mejor actriz en película extranjera | Anticristo | Ganadora  |

- César a la mejor actriz secundaria por La bûche (2000).

- César a la mejor actriz revelación por L'effrontée (1985).

## Música

### Carrera
Su primera interpretación apareció en el disco de Serge Gainsbourg, Love on the beat en 1983 donde cantan el dueto Lemon incest. Un videoclip en el que aparece junto a su padre acaba de completar esta ambigüedad, con las palabras que evocaban "l'amour que nous ne ferons jamais ensemble" (el amor que nunca haremos juntos).
En 1986, sacó el álbum Charlotte for Ever en el que asumiendo una adolescencia difícil, canta canciones para provocar: Charlotte for ever, Plus doux avec moi (ambas cantadas junto a su padre), Élastique, Zéro pointé vers l'infini.
No volvió a cantar en ocho años hasta que se embarcó en la aventura de Enfoirés, cantores de les Restos du Cœur: en 1994, en el show Les Enfoirés au grand Rex, cantó Di doo dah, compuesta por sus padres, Un autre monde de Téléphone y La chanson des restos de Jean-Jacques Goldman. Volvió en 2001 con les Restos du Cœur en 2001: L'odyssée des Enfoirés, donde entre otras cantaba la canción de Renaud, Manu, con Marc Lavoine, Julien Clerc y Thierry Lhermitte.
En 1996, participó en la banda sonora de Love, etc.. En 2000, apareció en Music de Madonna al principio de What It Feels Like for a Girl, que contienen parte de lo que dijo en la película The Cement Garden. Hizo un dúo en If con Étienne Daho, en su álbum Réévolution (2003). En 2005, participó en la banda sonora de L'un reste, l'autre part, con una canción con el mismo título.
En 2006 salió "5:55" en colaboración con el grupo Air, Jarvis Cocker, Nigel Godrich, Tony Allen, David Campbell y Neil Hannon de The Divine Comedy.
En 2009, salió "IRM" en colaboración con el artista estadounidense Beck. En francés, "IRM" se refiere a las Imágenes por Resonancia Magnética. El nombre del álbum se explica con el hecho de que hace unos años, Charlotte Gainsbourg tuvo un accidente de esquí y tuvo que hacer varias resonancias. Ella se quedó con el sonido que efectuaba la máquina. "IRM" es también el nombre de una canción del álbum junto a Heaven Can wait y Trick Pony. Según el diario francés "Les Inrockuptibles", el álbum IRM es uno de los mejores álbumes del año.[cita requerida] Este álbum es también una gran colaboración familiar ya que sus dos hijos, Ben y Alice, participan respectivamente en Trick Pony tocando la batería y cantando en la canción Greenwich Mean Time. Además, Yvan Attal toca un instrumento en varias canciones.
En 2011, lanzó el álbum doble Stage Whisper, incluye una colección de canciones sin editar de IRM y canciones en vivo.
Gainsbourg trabajó durante cuatro años, principalmente en Nueva York, con el productor francés Sebastian Akchoté (conocido como SebastiAn) en su quinto álbum de estudio, titulado Rest. Además contó con la colaboración de Danger Mouse, Guy-Manuel de Homem-Christo y Paul McCartney. Es una representación de sus sentimientos sobre su padre Serge Gainsbourg y la muerte de su media hermana Kate Barry, derivada en la adicción al alcohol. Sobre el álbum, ella dijo "El álbum tomó una dirección diferente. Quería expresar [mi dolor] no solo con tristeza sino con enojo". En septiembre de 2017, se lanzaron los videos musicales de los singles "Rest" y "Deadly Valentine", ambos dirigidos por la propia Gainsbourg. El álbum se lanzó el 17 de noviembre de 2017 a través de Because Music.

### Discografía
Álbum Charlotte for Ever (1986)
- Charlotte for ever
- Ouvertures éclair
- Oh daddy oh
- Don't forget to forget me
- Pour ce que tu n'étais pas
- Plus doux avec moi
- Élastique
- Zéro pointé vers l'infini
- Lemon incest (pas dans l'édition cassette de 1986)

Álbum Réévolution de Etienne Daho (2003/Virgin)
- "If" dúo con Etienne Daho

Álbum 5:55   (2006; Because Music/Atlantic)
- The Songs that we sing

Álbum IRM (2009; Because Music/Elektra)
- IRM
- Heaven Can Wait
- Trick Pony
- Greenwich Mean Time

Álbum Stage Whisper (2011; Because Music/Elektra)
- Memoir
- Terrible Angels
- Paradisco
- Anna

Álbum Rest (2017; Because Music)
- Rest
- Deadly Valentine

EP Take 2 (2018)
- Such a remarkable day
- Bombs away
- Lost lenore
- Runaway - directo
- Deadly Valentine - directo

## Teatro
- 1994, Oleanna de David Mamet, adaptada por Pierre Laville. En el Théâtre de la Gaîté-Montparnasse.